# Sometimes They Come Back... Again
Sometimes They Come Back... Again (La resurrección del mal en España y Asesinos del más allá II en México) es una película de horror para video de 1996 dirigida por Adam Grossman y protagonizada por Michael Gross, Alexis Arquette, y Hilary Swank. 
Es la segunda entrega de la trilogía de terror A veces ellos vuelven.

## Argumento
John Porter es un psiquiatra. Un día su madre muere y él vuelve por ello a su pueblo natal en compañía de su joven y bella hija Michelle para asistir a su entierro. Cuando llega allí, él siente la presencia de las fuerzas del mal, las mismas que asesinaron a su hermana años atrás. John pronto se dará cuenta de que el Maligno tiene la intención de hacer lo mismo a su hija Michelle, e intentará superar sus temores para impedirlo.

## Reparto
| Actor                   | Papel           |
| ----------------------- | --------------- |
| Michael Gross           | Jon Porter      |
| Hilary Swank            | Michelle Porter |
| Alexis Arquette         | Tony Reno       |
| Jennifer Elise Cox      | Jules Martin    |
| Bojesse Christopher     | Vinnie Ritacco  |
| Glen Beaudin            | Sean Patrick    |
| Jennifer Aspen          | Maria Moore     |
| William Morgan Sheppard | Archer Roberts  |
| Michael Malota          | Joven Jon       |
| Gabriel Dell Jr.        | Steve Pagel     |

## Recepción
En el presente, la película ha sido valorada en portales cinematográficos. En IMDb, por ejemplo, con aproximadamente 3800 votos registrados, la película obtiene una media ponderada de 4,2 sobre 10. En cuanto a Rotten Tomatoes, los más de 1000 votos registrados allí le dieron una valoración media de 2,7 de 5.